# Wheels of Fire
Pour les articles homonymes, voir Wheels of Fire: Live at the Fillmore.
Albums de Cream
Disraeli Gears
(1967) Goodbye
(1969)
Wheels of Fire est un double album avec des enregistrements studios et live du groupe rock Cream publié en 1968. Avec cet album Cream atteint son apogée malgré l'extrême tension entre les trois musiciens aux personnalités très marquées.

## Enregistrement
Le troisième album de Cream doit être un double album sur lequel le producteur d'Atco Records, Felix Pappalardi, et le groupe incluront plusieurs performances live. Contrairement à Disraeli Gears, qui avait été enregistré en quelques jours, les sessions Wheels of Fire se déroulent par intermittance sur plusieurs mois. Le groupe et Pappalardi ont, en juillet et août 1967, enregistré du matériel en studio aux studios IBC à Londres. Les enregistrements se poursuivent avec de courtes sessions aux Atlantic Studios en septembre, octobre et décembre 1967. D'autres travaux ont eu lieu à Atlantic en février 1968, pendant une pause dans le programme de tournée chargé du groupe,. Le mois suivant, Pappalardi a ordonné qu'un studio d'enregistrement mobile à Los Angeles soit envoyé au Fillmore Auditorium et au Winterland Ballroom à San Francisco. Six concerts sont enregistrés à San Francisco par Pappalardi et l'ingénieur du son Bill Halverson, et des performances supplémentaires non incluses sur Wheels of Fire se retrouvent sur Live Cream et Live Cream Volume II. Les enregistrements en studio et le mixage de l'album se terminent en juin 1968, près d'un an après le début de l'enregistrement.

## Production et illustrations
Les ingénieurs du son sur le premier disque sont Tom Dowd et Adrian Barber. Les chansons du deuxième disque sont enregistrées par Bill Halverson et les performances du deuxième disque sont mixées par Adrian Barber. Les illustrations de l'album sont réalisées par Martin Sharp, qui a également réalisé les illustrations de Disraeli Gears. La photographie est réalisée par Jim Marshall.

## Chansons

### L'album studio
Le batteur du groupe Ginger Baker co-écrit trois chansons pour l'album avec le pianiste Mike Taylor. Le bassiste Jack Bruce co-écrit quatre chansons avec le poète Pete Brown. Le guitariste Eric Clapton contribué à l'album en choisissant deux chansons de blues à reprendre.
Le troisième album studio de Cream est marqué par la prise de pouvoir de Jack Bruce, et l’effacement relatif d’Eric Clapton : ce dernier n'est le chanteur principal d'aucun titre, n’en coécrit aucun, et même ses interventions sont souvent assez brèves.
Pour autant, l’album est devenu un classique car les compositions de Jack Bruce et Ginger Baker, ainsi que les reprises de blues, constituaient une matière première de premier choix.

### L'album Live
Pour le deuxième disque, Felix Pappalardi choisit Traintime parce qu'il présente le chant et le jeu d'harmonica de Jack Bruce, et Toad parce qu'il présentait le long solo de batterie de Ginger Baker, tandis que Spoonful et Crossroads sont utilisés pour présenter le jeu de guitare d'Eric Clapton.
- Crossroads & Spoonful ont été enregistrés au Winterland (San Francisco) le 10 mars 1968 (1er concert) ;
- Traintime a été enregistré au même endroit le 8 mars 1968 (1er concert) ;
- Toad a été enregistré au Fillmore West (San Francisco) le 7 mars 1968 (2d concert).

## Les titres

### In the Studio
| 1. | White Room                  | Jack Bruce, Pete Brown    | 4:58 |
| 2. | Sitting on Top of the World | Howlin' Wolf              | 4:58 |
| 3. | Passing the Time            | Ginger Baker, Mike Taylor | 4:37 |
| 4. | As You Said                 | Bruce, Brown              | 4:20 |

| 1. | Pressed Rat and Warthog      | Baker, Taylor                 | 3:13 |
| 2. | Politician                   | Bruce, Brown                  | 4:12 |
| 3. | Those Were the Days          | Baker, Taylor                 | 2:53 |
| 4. | Born Under a Bad Sign        | Booker T. Jones, William Bell | 3:09 |
| 5. | Deserted Cities of the Heart | Bruce, Brown                  | 3:38 |

### Live at the Fillmore
| 1. | Crossroads (arrangement Eric Clapton) | Robert Johnson | 4:14  |
| 2. | Spoonful                              | Willie Dixon   | 16:48 |

| 1. | Traintime | Bruce | 6:52  |
| 2. | Toad      | Baker | 16:16 |

## Musiciens
- Eric Clapton : guitare solo, guitare rythmique, guitare 12 cordes, chant.
- Jack Bruce : basse, violoncelle, guitare acoustique, harmonica, calliope, chant, chœurs.
- Ginger Baker : batterie, percussions, cloches, glockenspiel, timbales, voix parlée sur Pressed Rat and Warthog, chant.

## Musicien additionnel
- Felix Pappalardi : Viole, cloches, orgue, trompette, tonette

## Production
- Tom Dowd : ingénieur du son sur la face 1.
- Adrian Barber : ingénieur sur la face 1, ingénieur remix sur la face 2.
- Joseph M. Palmaccio : remastérisation numérique.
- Martin Sharp : art.
- Jim Marshall : photographie.

## Classements hebdomadaires
| Classement (1968)             | Meilleure place |
| ----------------------------- | --------------- |
| Allemagne (Media Control AG)  | 15              |
| Australie (Kent Music Report) | 1               |
| Canada (RPM Top LPs)          | 1               |
| États-Unis (Billboard 200)    | 1               |
| Norvège (VG-lista)            | 16              |
| Royaume-Uni (UK Albums Chart) | 3               |

## Certifications
| Pays              | Certification | Unités certifiées | Date de certification |
| ----------------- | ------------- | ----------------- | --------------------- |
| États-Unis (RIAA) | Or            | 500 000           | 22 juillet 1968       |